# اریک آنکر
اریک آنکر (انگلیسی: Erik Anker; ۱۵ اکتبر ۱۹۰۳ – ۱۶ اوت ۱۹۹۴) قایقران قایق بادبانی اهل نروژ بود.